# Etpison Museum
Das Etpison Museum ist ein Museum in Koror, Palau.

## Geschichte
Der ehemalige Präsident Ngiratkel Etpison spendete Land für den Bau eines Museums. Dieses wurde im August 1999 eröffnet. 2014 wurden Renovierungsarbeiten vorgenommen und zusätzliche Exponate ausgestellt.

## Architektur
Das dreistöckige Gebäude wurde von Shallum und Mandy Etpison entworfen. Die Ausstellungsfläche umfasst 279 m². Die Fassade ist mit Blendmauerwerk aufgeführt und durch reichverzierte Betongusselemente gegliedert. Die Front des Gebäudes bildet eine Veranda, die von Betonsäulen getragen wird. Die Säulen am Eingang stellen eine palauische Frau und einen Mann in traditioneller Kleidung dar.

## Ausstellung
Das Museum zeigt Artefakte zur Geschichte des Landes, zu Währung, Archäologie und Felskunst, traditioneller Navigation und Architektur.
Besonders erwähnenswert sind aufwändig gestaltete Storyboards, Schnitzereien, die in Bilder Geschichten und Legenden darstellen. Sie wurden von Meistern der Schnitzkunst angefertigt. Das Museum beherbergt im Obergeschoss ebenfalls einen Souvenirladen.